# Dele Alli
Bamidele Jermaine Alli (Milton Keynes, Inglaterra, 11 de abril de 1996), más conocido como Dele Alli, es un futbolista británico que juega en la posición de centrocampista en el Como 1907 de la Serie A de Italia.
Ha sido galardonado dos años consecutivos (2016 y 2017) con el Premio PFA al jugador joven del año.

## Trayectoria

### Milton Keynes Dons F. C.

#### Formación temprana
Dele comenzó a jugar al fútbol en el Milton Keynes Dons con 11 años para finalizar su formación infantil y comenzar la juvenil. Luego de pasar por las divisiones formativas y destacarse, en la temporada 2011-12 fue convocado por primera vez para concentrar con los profesionales con 15 años. El 12 de noviembre de 2011 jugaron la primera ronda de la FA Cup, se enfrentaron a Nantwich Town y ganaron 6 a 0. En la segunda ronda tuvieron como rival a Barnet, derrotaron al club 1-3 y clasificaron a la siguiente fase. Queens Park Rangers fue el tercer club con el que se midieron, empataron 1-1. En las 3 oportunidades Dele fue convocado pero no tuvo minutos.
Debutó como profesional el 2 de noviembre de 2012 en The Pro-Edge Stadium, ante Cambridge City en el encuentro de la primera ronda de la FA Cup, el entrenador Robinson lo mandó al campo en el minuto 64 y empataron 0 a 0. Dele jugó su primer partido con 16 años y 215 días, utilizó la camiseta número 21. Debido al empate, jugaron de nuevo contra Cambridge City para determinar un ganador. El 13 de noviembre, en su segundo partido oficial, Alli fue titular, por primera vez jugó en el Stadium MK, ante más de 4100 espectadores, fue un gran juego para MK Dons, finalizaron el primer tiempo 3-0. Fue en el minuto 75 cuando Dele anotó su primer gol oficial, luego fue sustituido y finalmente ganaron 6 a 1. El 29 de diciembre de 2012, fue su debut en la League One, jugó de titular contra Coventry City pero perdieron 2-3. Su siguiente participación fue al año siguiente, en la tercera ronda de la FA Cup, Sheffield Wednesday fue su rival, finalizaron 0-0, por lo que jugaron un desempate y lograron una victoria 2-0. En la cuarta ronda se enfrentaron al QPR, fue en el Loftus Road ante más de 17 000 espectadores, MK Dons se impuso 2-4. Alli jugó cada partido como suplente, con minutos a final del segundo tiempo, pero para el juego de octavos de final no ingresó y fueron derrotados 3 a 1 por Barnsley. En la última fecha del campeonato, volvió a tener minutos y derrotaron 0-2 a Stevenage. Milton Keynes Dons finalizó la League One en octava posición, sin posibilidad de ascenso. Dele Alli jugó sus primeros 7 partidos oficiales y anotó un gol.

#### Titularidad y sondeo internacional

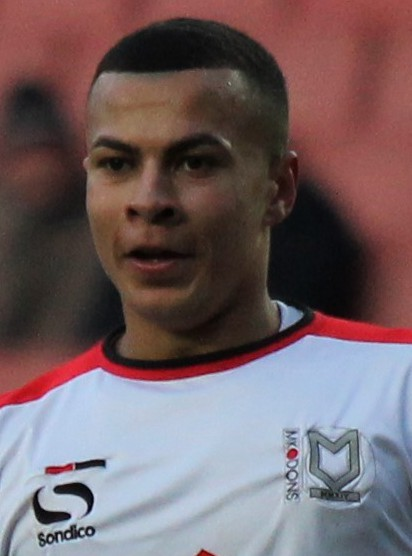
Alli jugando por los Dons en 2015.

En la temporada 2013-14, logró 7 goles en 37 encuentros, incluyendo su primer hat-trick ante Notts County. En esta campaña fue elegido como mejor jugador joven del equipo.
Comenzó la temporada 2014-15 consiguiendo el triunfo más importante en la historia del club, al vencer a Manchester United por 4 a 0 en la segunda ronda de la League Cup el 26 de agosto de 2014.

### Tottenham Hotspur F. C.
Tuvo un gran primer semestre, en 33 partidos anotó 12 goles y brindó 5 asistencias, por lo que fue fichado por Tottenham Hotspur Football Club en febrero de 2015, por unos 7 millones de euros.

#### Cesión al MK Dons
Fue cedido a préstamo al Milton Keynes Dons hasta final de temporada. Finalizó con los Dons como subcampeones de Tercera División, Dele totalizó 39 partidos jugados, todos como titular, anotó 16 goles, brindó 9 pases de gol y lograron el ascenso a la Football League Championship. En cuanto a la Copa de la Liga, llegaron hasta octavos de final, cayeron 2 a 1 ante Sheffield United, Dele jugó 4 partidos y dio 2 asistencias. Además disputó la FA Cup, jugó un partido y perdieron 1 a 0 contra Chesterfield. Además fue premiado como el mejor jugador joven de la League One, mejor jugador del MK Dons (elegido por sus compañeros) y como parte del equipo ideal de la League One 2014-15.

#### Debut y consolidación en el club

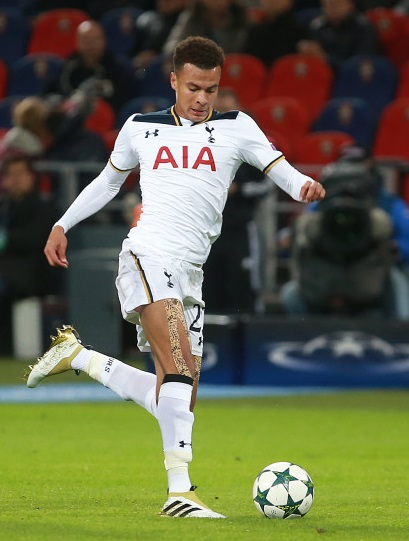
Alli jugando por el Tottenham Hotspur en 2016.

Se unió al Tottenham para comenzar la temporada 2015-16. Debutó en la Premier League el 8 de agosto de 2015, ingresó en el minuto 77 por Eric Dier, pero perdieron 1 a 0 contra Manchester United. Su primer gol con su nuevo club fue el 22 de agosto, en un encuentro ante el Leicester City, ingresó en el minuto 61 y quince minutos después convirtió el primer tanto del encuentro, finalmente el rival anotó un gol y empataron 1 a 1. El 6 de noviembre fue nominado al Premio Golden Boy, como uno de los 40 mejores jugadores sub-21 del mundo que juegan en Europa. Finalmente el premio lo ganó Anthony Martial. Allí terminó su primera temporada en la Premier League con 10 goles y nueve asistencias en 33 partidos. Su gol contra el Crystal Palace el 23 de enero de 2016 fue nombrado gol de la temporada por BBC Match of the Day.
En su segunda temporada alcanzó los dieciocho tantos en Premier League. Destacaron los tres dobletes consecutivos logrados, entre el 28 de diciembre y el 4 de enero, ante Southampton, Watford y Chelsea, este último llegó con 13 victorias consecutivas. También debutó en Liga de Campeones -logrando un gol ante el CSKA en el último partido de la fase de grupos.

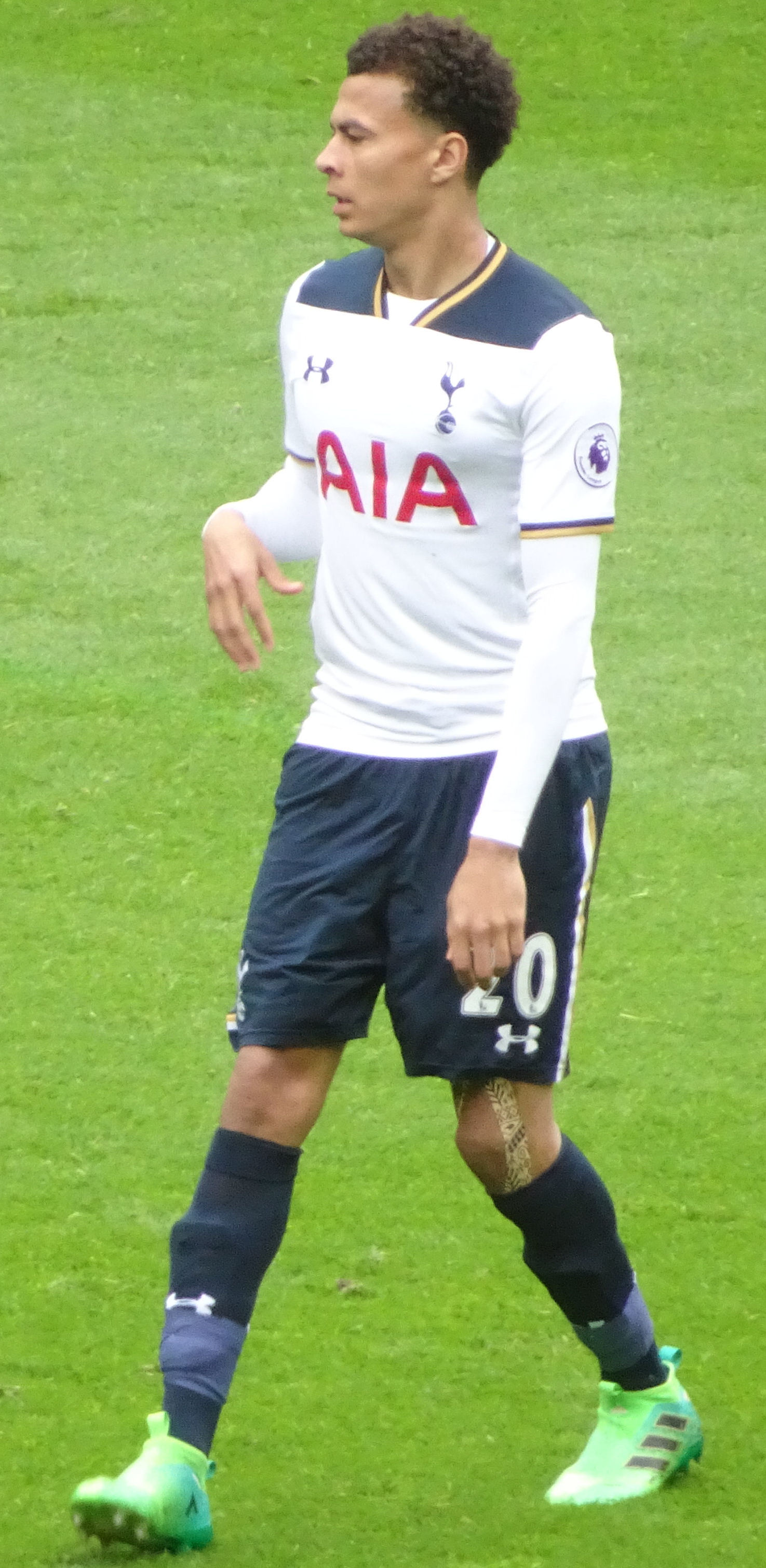
Alli jugando por los Spurs en 2017.

El 1 de noviembre de 2017 logró su primer doblete en Liga de Campeones en la victoria por 3 a 1 ante el Real Madrid. El 1 de abril de 2018 logró un nuevo doblete en la victoria (1-3) en Stamford Bridge ante el Chelsea, logrando así la primera victoria en ese estadio desde 1990.

### Everton F. C.
El 31 de enero de 2022 puso fin a seis temporadas y media en el conjunto londinense tras ser traspasado al Everton F. C., equipo con el que firmó por dos años y medio. Jugó trece partidos antes de ser cedido en el mes de agosto al Beşiktaş J. K. Con este equipo también jugó el mismo número de partidos en los que anotó dos goles.
En la temporada 2023-24 regresó a Liverpool y quedó libre al final de la misma una vez expiró su contrato. Sin embargo, siguió en el club con un programa de rehabilitación para recuperarse tras haberse sometido a una operación a inicios de año.

## Selección nacional

### Categorías inferiores
Ha sido internacional con la selección de Inglaterra en las categorías sub-17, sub-18, sub-19 y sub-21.
Disputó la ronda élite del Campeonato de Europa Sub-17 de la UEFA 2013, jugó los 3 partidos y si bien comenzaron derrotando a Portugal, perdieron los 2 encuentros restantes, contra Rusia y Eslovenia.
También fue parte del plantel que jugó la ronda de clasificación del Campeonato Europeo de la UEFA Sub-19 2015, ganaron los 3 partidos y pasaron a la ronda élite. Sin embargo, Dele no fue convocado para la siguiente fase e Inglaterra no logró pasar a la fase final.
El 7 de septiembre de 2015 jugó su primer partido en la fase de clasificación de la Eurocopa Sub-21 de 2017, fue titular para enfrentar a Noruega y ganaron 1 a 0.

#### Participaciones en categorías inferiores
| Competición                                                              | Sede       | Resultado    | Partidos | Goles |
| ------------------------------------------------------------------------ | ---------- | ------------ | -------- | ----- |
| Ronda Élite para el Campeonato de Europa Sub-17 de la UEFA 2013          | Inglaterra | No clasificó | 3        | 0     |
| Ronda de clasificación para el Campeonato Europeo de la UEFA Sub-19 2015 | Luxemburgo | Clasificó    | 2        | 0     |
| Clasificación para la Eurocopa Sub-21 de 2017                            | Europa     | Clasificó    | 1        | 0     |

### Absoluta
El 1 de octubre de 2015 fue convocado por primera vez a la selección de Inglaterra por el técnico Roy Hodgson, para disputar 2 partidos por la clasificación a la Eurocopa 2016.
Debutó el 9 de octubre en un partido contra Estonia, ingresó en el minuto 88 por Ross Barkley y ganaron 2 a 0. El 12 de octubre se enfrentó a Lituania, estuvo nuevamente en el banco de suplentes e ingresó en el minuto 67 por Lallana, al final ganaron 3 a 0 y clasificaron a la Eurocopa de 2016 que se realizó en Francia.
Fue convocado para las siguientes fecha FIFA, para jugar dos partidos amistosos. El 13 de noviembre se enfrentó a España, ingresó al minuto 63 pero perdieron 2 a 0. Luego de los Atentados de París, Inglaterra recibió a Francia en Wembley ante más de 71 000 espectadores, el partido se jugó el 17 de noviembre, por primera vez Alli fue titular, no desaprovechó su oportunidad ya que en el minuto 39 remató desde fuera del área con un derechazo cruzado y venció la resistencia de Hugo Lloris, fue su primer gol con la selección inglesa, finalmente ganaron 2 a 0.
Aprovechó sus oportunidades en la selección, y el entrenador lo confirmó en la lista de 23 para jugar la Eurocopa 2016 en Francia. El 11 de junio de 2016, debutó en la Euro, fue titular para enfrentar a Rusia en el primer partido de la fase de grupos. Inglaterra llegó hasta cuartos de final, instancia en la que fueron derrotados por Islandia. Dele jugó 4 partidos y fue titular en 3.
El 16 de mayo de 2018, Gareth Southgate lo incluyó en la lista de 23 para participar en la Copa Mundial de Fútbol de 2018. Durante el torneo, en el que el equipo llegó a semifinales, disputó cinco partidos y logró un tanto ante Suecia.

#### Participaciones en absoluta
| Competición                         | Sede   | Resultado | Partidos | Goles |
| ----------------------------------- | ------ | --------- | -------- | ----- |
| Clasificación para la Eurocopa 2016 | Europa | Clasificó | 2        | 0     |
| Clasificación para Rusia 2018       | Europa | Clasificó | 8        | 2     |

### Participaciones en Copas del Mundo
| Mundial           | Sede  | Resultado    | Partidos | Goles |
| ----------------- | ----- | ------------ | -------- | ----- |
| Copa Mundial 2018 | Rusia | Cuarto lugar | 5        | 1     |

### Participaciones en Eurocopas
| Eurocopa      | Sede    | Resultado        | Partidos | Goles |
| ------------- | ------- | ---------------- | -------- | ----- |
| Eurocopa 2016 | Francia | Octavos de final | 4        | 0     |

### Vida privada
Dele Alli tuvo una infancia complicada. Su padre era un príncipe africano que se desentendió de él. Por esta razón en su camiseta pone Dele, y no Alli o Dele Alli, ya que rechaza su origen.
Alli nació en Milton Keynes, de padre yoruba Nigeriano (Kehinde) y madre Inglesa (Denise). Kehinde se mudó a los Estados Unidos una semana después del nacimiento de Alli. Alli fue criado inicialmente por su madre, que padecía problemas con el alcohol. A la edad de nueve años, se mudó a Nigeria con su padre, donde pasó dos años en una escuela internacional antes de regresar a Milton Keynes para vivir con su madre. Alli fue al campus de Stantonbury y a The Radcliffe School en Wolverton.
A la edad de 13 años, se mudó a la casa familiar de Alan y Sally Hickford, padres de otro joven futbolista con MK Dons y a quienes se refiere como sus "padres adoptivos" aunque nunca fue adoptado legalmente por ellos. En el verano de 2016, Alli decidió dejar de usar su apellido en sus camisetas de partido porque no sentía ninguna conexión con el apellido Alli, en lugar de optar por "Dele".
Era un fanático del Liverpool Football Club que creció con Steven Gerrard, su ídolo de la infancia, y vio a Gerrard y Frank Lampard como buenos modelos a seguir sobre cómo actúan como profesionales. También es fanático de la música Hip hop británico, lo que llevó a Cadet (rapero) a lanzar un sencillo que hace referencia al futbolista, "Advice".
El 13 de mayo de 2020 fue detenido a punta de cuchillo durante un robo por parte de dos hombres que irrumpieron en su casa en el norte de Londres. Fue golpeado y sufrió heridas leves en la cara. Los ladrones robaron joyas, incluidos relojes.
Comenzó una relación amorosa con Maria Guardiola, hija del entrenador del Manchester City, Pep Guardiola, a inicios de mayo de 2021.

### Detalles de partidos
| Con Inglaterra | Con Inglaterra | Con Inglaterra | Con Inglaterra          | Con Inglaterra        | Con Inglaterra                      | Con Inglaterra | Con Inglaterra           | Con Inglaterra           | Con Inglaterra                                             |
| N.º            | Rival          | Resultado      | Fecha                   | Lugar                 | Competencia                         | Goles          | Asistencias              | Cambio                   | Ref.                                                       |
| -------------- | -------------- | -------------- | ----------------------- | --------------------- | ----------------------------------- | -------------- | ------------------------ | ------------------------ | ---------------------------------------------------------- |
| 1              | Estonia        | 2:0 (1:0)      | 9 de octubre de 2015    | Londres Inglaterra    | Clasificación para la Eurocopa 2016 | -              | -                        | 88' por Ross Barkley     | 1                                                          |
| 2              | Lituania       | 3:0 (2:0)      | 12 de octubre de 2015   | Vilna · Lituania      | Clasificación para la Eurocopa 2016 | -              | -                        | 67' por Adam Lallana     | 2                                                          |
| 3              | España         | 0:2 (0:0)      | 13 de noviembre de 2015 | Alicante · España     | Amistoso                            | -              | -                        | 63' por Fabian Delph     | 3 Archivado el 16 de noviembre de 2015 en Wayback Machine. |
| 4              | Francia        | 2:0 (1:0)      | 17 de noviembre de 2015 | Londres Inglaterra    | Amistoso                            | 39'            | -                        | 88' por Phil Jones       | 4                                                          |
| 5              | Alemania       | 3:2 (0:1)      | 26 de marzo de 2016     | Berlín · Alemania     | Amistoso                            | -              | -                        | -                        | 5                                                          |
| 6              | Países Bajos   | 1:2 (0:1)      | 29 de marzo de 2016     | Londres Inglaterra    | Amistoso                            | -              | -                        | 81' por James Milner     | 6                                                          |
| 7              | Turquía        | 2:1 (1:1)      | 22 de mayo de 2016      | Mánchester Inglaterra | Amistoso                            | -              | 3' a Harry Kane          | -                        | 7                                                          |
| 8              | Portugal       | 1:0 (0:0)      | 2 de junio de 2016      | Londres Inglaterra    | Amistoso                            | -              | -                        | 90' por Jordan Henderson | 8                                                          |
| 9              | Rusia          | 1:1 (0:0)      | 11 de junio de 2016     | Marsella Francia      | Fase de grupos Eurocopa 2016        | -              | -                        | -                        | 9                                                          |
| 10             | Gales          | 2:1 (0:1)      | 16 de junio de 2016     | Lens Francia          | Fase de grupos Eurocopa 2016        | -              | 90+1' a Daniel Sturridge | -                        | 10                                                         |

## Estadísticas

### Clubes
Actualizado al último partido disputado el 15 de marzo de 2025
| Club | Div.          | Temporada     | Liga  | Liga  | Liga   | Copas nacionales(1) | Copas nacionales(1) | Copas nacionales(1) | Torneos internacionales(2) | Torneos internacionales(2) | Torneos internacionales(2) | Total | Total | Total  |
| Club | Div.          | Temporada     | Part. | Goles | Asist. | Part.               | Goles               | Asist.              | Part.                      | Goles                      | Asist.                     | Part. | Goles | Asist. |
| --- | ------------- | ------------- | ----- | ----- | ------ | ------------------- | ------------------- | ------------------- | -------------------------- | -------------------------- | -------------------------- | ----- | ----- | ------ |
| Milton Keynes Dons F. C. Inglaterra | 3.ª           | 2011-12       | —     | —     | —      | 0                   | 0                   | 0                   | —                          | —                          | —                          | 0     | 0     | 0      |
| Milton Keynes Dons F. C. Inglaterra | 3.ª           | 2012-13       | 2     | 0     | 0      | 5                   | 1                   | 0                   | —                          | —                          | —                          | 7     | 1     | 0      |
| Milton Keynes Dons F. C. Inglaterra | 3.ª           | 2013-14       | 33    | 6     | 3      | 4                   | 1                   | 1                   | —                          | —                          | —                          | 37    | 7     | 4      |
| Milton Keynes Dons F. C. Inglaterra | 3.ª           | 2014-15       | 39    | 16    | 9      | 5                   | 0                   | 2                   | —                          | —                          | —                          | 44    | 16    | 11     |
| Milton Keynes Dons F. C. Inglaterra | Total club    | Total club    | 74    | 22    | 12     | 14                  | 2                   | 3                   | 0                          | 0                          | 0                          | 88    | 24    | 15     |
| Tottenham Hotspur Inglaterra | 1.ª           | 2015-16       | 33    | 10    | 9      | 4                   | 0                   | 0                   | 9                          | 0                          | 2                          | 46    | 10    | 11     |
| Tottenham Hotspur Inglaterra | 1.ª           | 2016-17       | 37    | 18    | 7      | 5                   | 3                   | 2                   | 8                          | 1                          | 2                          | 50    | 22    | 11     |
| Tottenham Hotspur Inglaterra | 1.ª           | 2017-18       | 36    | 9     | 10     | 9                   | 3                   | 2                   | 5                          | 2                          | 4                          | 50    | 14    | 16     |
| Tottenham Hotspur Inglaterra | 1.ª           | 2018-19       | 25    | 5     | 3      | 5                   | 2                   | 2                   | 8                          | 0                          | 3                          | 38    | 7     | 8      |
| Tottenham Hotspur Inglaterra | 1.ª           | 2019-20       | 25    | 8     | 4      | 6                   | 0                   | 1                   | 7                          | 1                          | 1                          | 38    | 9     | 6      |
| Tottenham Hotspur Inglaterra | 1.ª           | 2020-21       | 15    | 0     | 1      | 4                   | 0                   | 0                   | 10                         | 3                          | 3                          | 29    | 3     | 4      |
| Tottenham Hotspur Inglaterra | 1.ª           | 2021-22       | 19    | 1     | 0      | 3                   | 0                   | 1                   | 5                          | 1                          | 0                          | 18    | 2     | 1      |
| Tottenham Hotspur Inglaterra | Total club    | Total club    | 181   | 51    | 34     | 36                  | 8                   | 8                   | 52                         | 8                          | 15                         | 269   | 67    | 56     |
| Everton F. C. Inglaterra | 1.ª           | 2021-22       | 11    | 0     | 0      | 0                   | 0                   | 0                   | —                          | —                          | —                          | 11    | 0     | 0      |
| Everton F. C. Inglaterra | 1.ª           | 2022-23       | 2     | 0     | 0      | 0                   | 0                   | 0                   | —                          | —                          | —                          | 2     | 0     | 0      |
| Everton F. C. Inglaterra | Total club    | Total club    | 13    | 0     | 0      | 0                   | 0                   | 0                   | 0                          | 0                          | 0                          | 13    | 0     | 0      |
| Beşiktaş J. K. Turquía | 1.ª           | 2022-23       | 13    | 2     | 0      | 2                   | 1                   | 0                   | —                          | —                          | —                          | 15    | 3     | 0      |
| Beşiktaş J. K. Turquía | Total club    | Total club    | 13    | 2     | 0      | 2                   | 1                   | 0                   | 0                          | 0                          | 0                          | 15    | 3     | 0      |
| Como 1907 · Italia | 1.ª           | 2024-25       | 1     | 0     | 0      | —                   | —                   | —                   | —                          | —                          | —                          | 1     | 0     | 0      |
| Como 1907 · Italia | Total club    | Total club    | 1     | 0     | 0      | 0                   | 0                   | 0                   | 0                          | 0                          | 0                          | 1     | 0     | 0      |
| Total carrera | Total carrera | Total carrera | 282   | 75    | 46     | 52                  | 11                  | 11                  | 52                         | 8                          | 15                         | 386   | 94    | 72     |
| (1) Incluye datos de la FA Cup, Copa de la Liga de Inglaterra y Football League Trophy. (2) Incluye datos de la Liga Europa de la UEFA y Liga de Campeones de la UEFA. |               |               |       |       |        |                     |                     |                     |                            |                            |                            |       |       |        |

### Selección
Actualizado al 17 de enero de 2020.
| Sub-17 Inglaterra | 2012          | 4  | 0 | 0 | —  | — | — | —  | — | — | 4  | 0 | 0 |
| Sub-17 Inglaterra | 2013          | 5  | 0 | 0 | —  | — | — | —  | — | — | 5  | 0 | 0 |
| Sub-17 Inglaterra | Total         | 9  | 0 | 0 | 0  | 0 | 0 | 0  | 0 | 0 | 9  | 0 | 0 |
| Sub-18 Inglaterra | 2014          | 2  | 0 | 0 | —  | — | — | —  | — | — | 2  | 0 | 0 |
| Sub-18 Inglaterra | Total         | 2  | 0 | 0 | 0  | 0 | 0 | 0  | 0 | 0 | 2  | 0 | 0 |
| Sub-19 Inglaterra | 2014          | 2  | 0 | 0 | 2  | 0 | 0 | —  | — | — | 4  | 0 | 0 |
| Sub-19 Inglaterra | Total         | 2  | 0 | 0 | 2  | 0 | 0 | 0  | 0 | 0 | 4  | 0 | 0 |
| Sub-21 Inglaterra | 2015          | 1  | 0 | 0 | 1  | 0 | 0 | —  | — | — | 2  | 0 | 0 |
| Sub-21 Inglaterra | Total         | 1  | 0 | 0 | 1  | 0 | 0 | 0  | 0 | 0 | 2  | 0 | 0 |
| Absoluta Inglaterra | 2015          | 2  | 1 | 0 | 2  | 0 | 0 | —  | — | — | 4  | 1 | 0 |
| Absoluta Inglaterra | 2016          | 4  | 0 | 1 | 4  | 0 | 1 | 3  | 1 | 0 | 11 | 1 | 2 |
| Absoluta Inglaterra | 2017          | 2  | 0 | 0 | —  | — | — | 5  | 0 | 2 | 7  | 0 | 2 |
| Absoluta Inglaterra | 2018          | 4  | 0 | 2 | 2  | 0 | 0 | 5  | 1 | 0 | 11 | 1 | 2 |
| Absoluta Inglaterra | 2019          | —  | — | — | 4  | 0 | 0 | —  | — | — | 4  | 0 | 0 |
| Absoluta Inglaterra | Total         | 12 | 1 | 3 | 12 | 0 | 1 | 13 | 2 | 2 | 37 | 3 | 6 |
| Total carrera | Total carrera | 26 | 1 | 3 | 15 | 0 | 1 | 13 | 2 | 2 | 54 | 3 | 6 |
| (1) Incluye los partidos de Eurocopa, fases clasificatorias europeas y Liga de Naciones. (2) Incluye los partidos de Copa Mundial de Fútbol y fases clasificatorias. |               |    |   |   |    |   |   |    |   |   |    |   |   |

## Palmarés

### Distinciones individuales
| Distinción                                                                        | Año  |
| --------------------------------------------------------------------------------- | ---- |
| PFA Jugador Joven del Año de la Football League One                               | 2015 |
| Parte de los 50 mejores futbolistas sub-20 del mundo según medio La Gazzetta      | 2016 |
| Joven de la semana para UEFA (mes de marzo, semana #4)                            | 2016 |
| PFA Equipo del Año de la Premier League                                           | 2016 |
| PFA Jugador Joven del Año de la Premier League                                    | 2016 |
| Parte de los 59 mejores futbolistas sub-21 del mundo (#1) según medio FourFourTwo | 2016 |
| Parte de los 100 mejores futbolistas del mundo (#75) según medio FourFourTwo      | 2016 |
| Parte de los 100 mejores futbolistas del mundo (#90) según medio The Guardian     | 2016 |
| PFA Equipo del Año de la Premier League                                           | 2017 |
| PFA Jugador Joven del Año de la Premier League                                    | 2017 |